# Thymus trautvetteri
Thymus trautvetteri — вид рослин родини глухокропивові (Lamiaceae), поширений у Азербайджані й пн.-зх. Ірані.

## Опис
Стебла білі, щільно листяні. Листки коротко черешкові, яйцеподібні, з довгим сірим запушенням, залозисті крапково. Суцвіття щільні, головчасті.

## Поширення
Поширений у Азербайджані й пн.-зх. Ірані.